# Gaetano Alimonda
Gaetano Alimonda (Gênova, 23 de outubro de 1818 - Gênova, 30 de maio de 1891) foi um prelado italiano da Igreja Católica , que foi arcebispo de Turim de 1883 até sua morte. Ele foi anteriormente bispo de Albenga de 1877 a 1879. Ele foi feito cardeal em 1879.

## Biografia
Gaetano Alimonda nasceu em Gênova em 23 de outubro de 1818. Estudou na Universidade de Gênova.  Ele obteve um doutorado em teologia. Ele foi ordenado sacerdote em 10 de junho de 1843.
Lecionou nesse seminário e tornou-se vice-superior e, em 1854, reitor. Seus superiores apoiaram sua oposição aos defensores intransigentes dos direitos papais e ele escreveu para publicações que apoiavam o compromisso e a acomodação com a unificação italiana. Ele estava comprometido com um papel crescente para os leigos e, portanto, trabalhou para desenvolver a publicação católica e empreendeu um extenso programa de pregação, modelado no trabalho de Lacordaire na França, em defesa da civilização cristã contra o racionalismo. 
O Papa Pio IX o nomeou bispo de Albenga em 21 de setembro de 1877. Ele recebeu sua consagração episcopal em 11 de novembro de 1877 de Salvatore Magnasco, arcebispo de Gênova. Nesse posto continuou a defender a reconciliação com Vítor Emanuel II da Itália e a Casa de Saboia.
Ele renunciou ao cargo de bispo quando o Papa Leão XIII o fez cardeal-sacerdote em 12 de maio de 1879, um dos primeiros grupos de cardeais que Leão criou.  Recebeu o galero vermelho e o título de Santa Maria in Traspontina no consistório de 22 de setembro de 1879. 
O Papa Leão o nomeou arcebispo de Turim em 9 de agosto de 1883. 
Em 1887, por sugestão do Papa Leão, ele escreveu um tratado defendendo a reaproximação: I voti degli italiani per la pace religiosa .
Ele morreu em um convento no bairro Albaro de Gênova de doença hepática em 30 de maio de 1891.